# 梶田晃示
梶田 晃示（かじた こうじ、1944年 - ）は、日本の物理学者。専門は固体物理学（特に有機導体）。東邦大学名誉教授。理学博士。
角度依存磁気抵抗振動の梶田振動を発見したことで知られる。

## 来歴
1944年に岐阜県で生まれた。
1967年に東京大学を卒業。1969年に東京大学大学院理学研究科の修士課程を修了し、1972年に同大学大学院から理学博士を取得した。
日本学術振興会特別研究員を1年経験した後、1973年に東京大学理学部の助手、1983年に東邦大学理学部の助教授、1988年に同大学の教授を歴任した。
2010年に定年退職し、東邦大学名誉教授となった。

## 著作
- 村山良昌、梶田晃示、馬越健次、山田興治、堀秀信、鈴木公『理工学基礎 量子力学』培風館、1996年。ISBN 9784563022303。